# Соо (язык)
Соо, или Тепес (So, Soo, Tepes, Tepeth) — почти исчезнувший кулиакский язык, на котором говорят народы тепес и тепет на границе гор Кадам, Морото, Напак округа Морото на востоке Уганды. Этот язык почти исчез, из 5000 его носителей перешли на язык карамоджонг. Только некоторые  пожилые и взрослые ещё говорят на языке соо.
Соо имеет несколько диалектов: "кадам", "морото", и "напак (горный напак)". В то время как морото и напак являются похожими друг на друга, кадам содержит больше лингвистических отличий.